# Alto de La Farrapona
El alto de la Farrapona es un puerto de montaña de Asturias y León, situado en la cordillera cantábrica, y entre los parques naturales de Somiedo y de Babia y Luna.

## Geografía

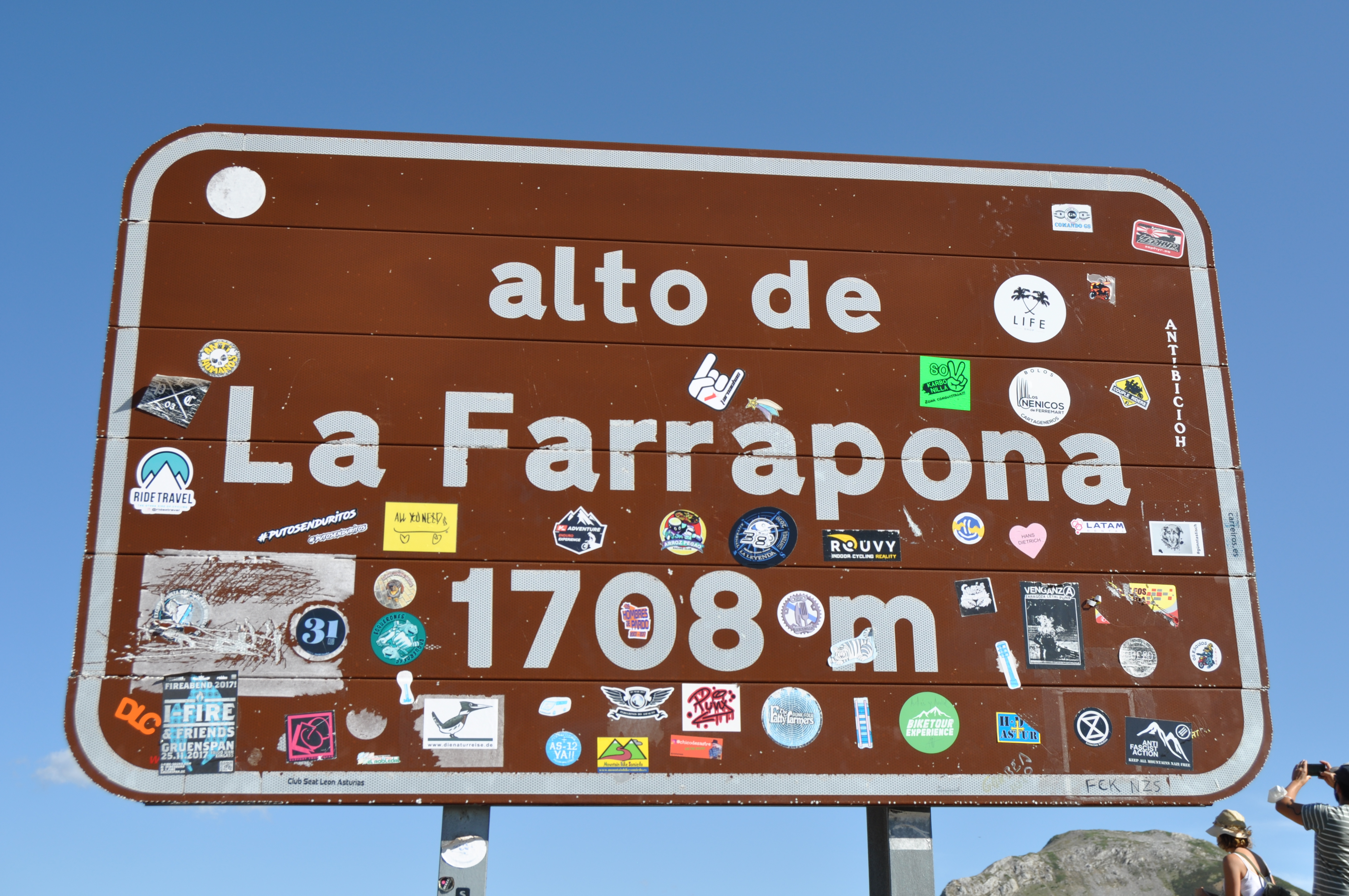
Letrero con el nombre del puerto

El puerto de La Farrapona está situado entre dos parques naturales, en una zona de gran riqueza ecológica.
En el punto más alto del puerto se encuentran los Lagos de Saliencia. Los lagos de Saliencia son un conjunto de cuatro lagos, conocidos como Lago del Valle, Lago Cerveriz, Lago de la Cueva y Lago Calabazosa. Este último es, además, el lago más profundo de Asturias.

## Ciclismo
El puerto es utilizado para diferentes marchas cicloturistas, y dentro del ciclismo profesional, teniendo una distancia de 18.7 km, al 5.76 % de pendiente media, aunque sus últimos 6,7 km tienen una pendiente media superior al 8 %, siendo la zona más dura de la ascensión.

### Vuelta a España
El Alto de La Farrapona comenzó a ser más conocido después de su ascensión en la Vuelta a España 2011, cuando se subió por primera vez. En esta primera ascensión a La Farrapona el ganador fue el estonio Rein Taaramäe, mientras que Bradley Wiggins era el líder de la carrera.
En la Vuelta a España 2014 volvió a realizarse la subida, logrando la victoria Alberto Contador, que consiguió reforzar su liderato en la clasificación general.
En la Vuelta a España 2020 fue el final de la etapa 11.ª, siendo la tercera vez que se subió en la Vuelta.
| Año  | Etapa | Categoría | Salida                     | Ganador de etapa | Líder de la carrera |
| ---- | ----- | --------- | -------------------------- | ---------------- | ------------------- |
| 2011 | 14    | 1.ª       | Astorga                    | Rein Taaramäe    | Bradley Wiggins     |
| 2014 | 16    | 1.ª       | San Martín del Rey Aurelio | Alberto Contador | Alberto Contador    |
| 2020 | 11    | 1.ª       | Villaviciosa               | David Gaudu      | Primož Roglič       |